# Костарика на Светском првенству у атлетици у дворани 2016.
Костарика је учествовала на 16. Светском првенству у атлетици у дворани 2016. одржаном у Портланду од 17. до 20. марта осми пут. Репрезентацију Костарике представљао је један атлетичар, који се такмичио у трци на 400 метара.,
На овом првенству такмичар Костарике није освојио ниједну медаљу али је остварио свој најбољи резултат сезоне.

## Учесници
Мушкарци:
- Нери Бринс — 400 м

## Резултати

### Мушкарци
| Атлетичар  | Дисциплина | Лични рекорд | Квалификација | Квалификација | Полуфинале | Полуфинале | Финале               | Финале      | Детаљи |
| Атлетичар  | Дисциплина | Лични рекорд | Резултат      | Место         | Резултат   | Место      | Резултат             | Место       | Детаљи |
| ---------- | ---------- | ------------ | ------------- | ------------- | ---------- | ---------- | -------------------- | ----------- | ------ |
| Нери Бринс | 400 м      | 45,11 НР     | 46,92 КВ, ЛРС | 2. у гр. 4    | 46,49 ЛРС  | 4. у гр. 1 | Није се квалификовао | 7 / 26 (30) |        |